# Adolphus Stolln

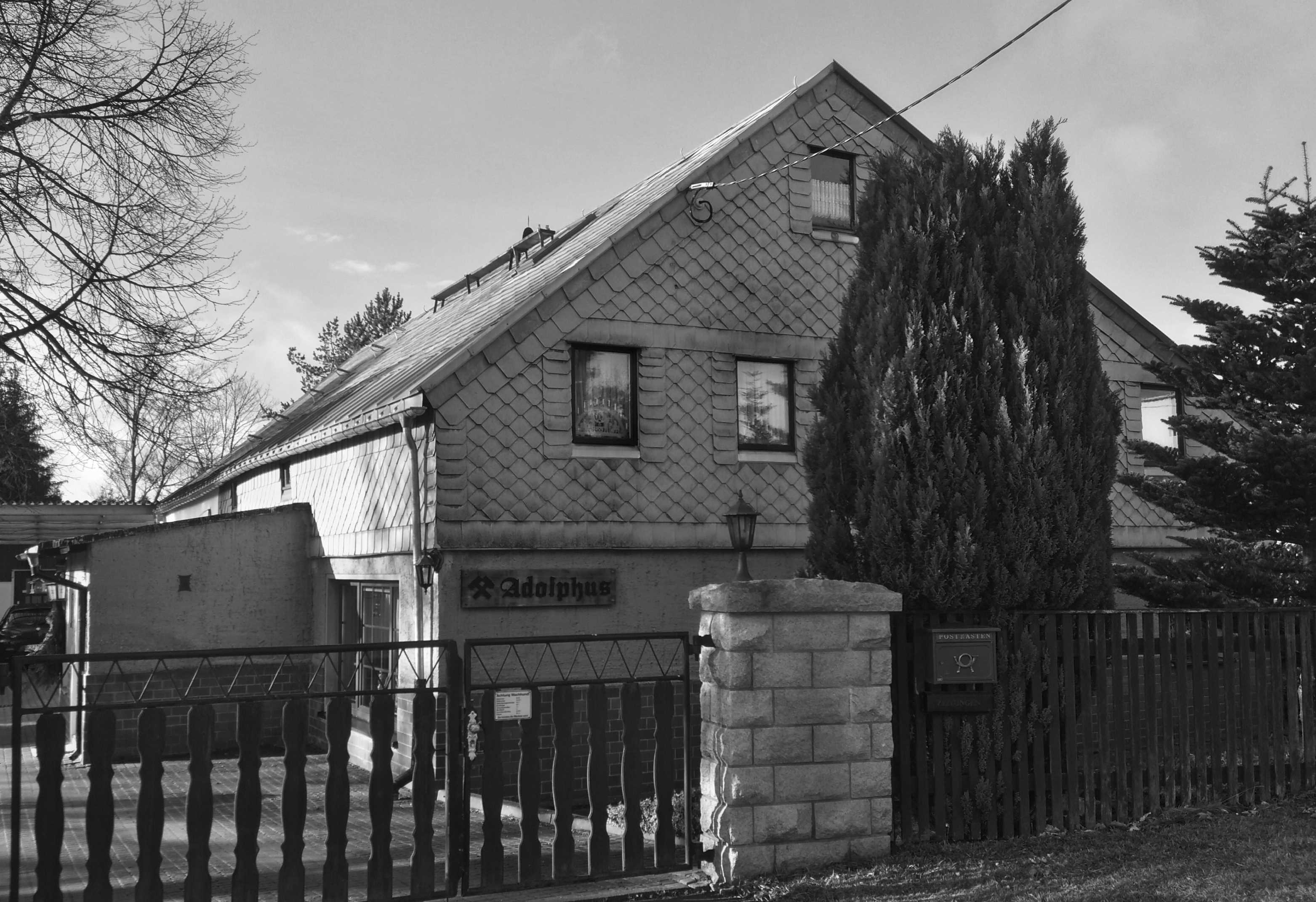
Huthaus Adolphus

Adolphus ist der Name eines Stollns, einer Fundgrube und eines ehemaligen Zechenhauses im Bergrevier Johanngeorgenstadt im sächsischen Erzgebirge.

## Lage
Das Mundloch des Adolphus Stollns befand sich auf dem mittleren Fastenberg zwischen der Eibenstocker Straße und der Robert-Koch-Straße. Die bewachsene Halde wurde auch als Bienenstock bezeichnet, weil dort vor dem Zweiten Weltkrieg eine Bienenzucht betrieben worden ist.
Die Fundgrube befand sich oberhalb des Schwefelteichs und dem Bereich Erzengel.
Das ehemalige Huthaus mit dem Schriftzug Adolphus steht in der Käthe-Kollwitz-Straße. Erhalten geblieben ist auch eine Schachthalde. Halde und Huthaus gehörten ursprünglich zum Elisabeth Tagschacht.

## Geschichte

### Adolphus Stolln
Der Adolphus Stolln wurde im Quartal Trinitatis 1707 gemutet, nachdem man zuvor in der Fundgrube Catharina fündig geworden ist. Der Stolln wurde bei 796 m NN angeschlagen und in den mittleren Fastenberg bis ins sogenannte Erzengler Gebirge vorgetrieben und dabei u. a. die Fundgruben Silberkammer, Gotthelf Schaller, Catharina, Elisabeth, Heilige Drei Könige und Brüder Lorenz gelöst. Durch den Stollnhieb brachte der Stolln bis 1722 65 kg Silber aus.
Im Jahr 1763 ließ sich die Stadt Johanngeorgenstadt das Stollnwasser, das schon länger der Trinkwasserversorgung der Stadt diente, vom Bergamt verleihen. Eine Klausel besagte, dass die Stadt das Wasser nur so lange nutzen darf, wie es für den Bergbau nicht gebraucht wird.
Bis zum Jahr 1833 wurde der Stolln durch die Gruben Eleonore Erbstolln und Adolphus Fundgrube samt Erzengel Gabriel Maaßen betrieben. 
Im Ortsverzeichnis des Kurfürstentums Sachsen von 1791 wird Adolphus als gewerkschaftliches Zechenhaus auf dem oberen Fastenberg, das dem Bergamt Johanngeorgenstadt unterstand, beschrieben.
Nach der Auflassung des Stollns mutete die Stadt am 14. August 1833 das Adolphus Stollnwasser. Mit der Mutung war die Pflicht zur Unterhaltung des Stollns verbunden. Ab 1853 wurde der Stolln durch die Fundgrube Adolphus, Vereinigt Feld im Fastenberge und durch die Kommune in Fristen gehalten. Entgegen gesetzlichen Regelungen mussten für die Wahrung des Fristens keine Bergarbeiten durchgeführt, sondern nur Reparaturarbeiten durchgeführt werden. 1845 begann die Aufwältigung der Adolphus Fundgrube durch eine Gewerkschaft. Der Grubenbetrieb dauerte bis 1894, danach lag die Grube bis 1900 im Fristen. Im Mai 1901 wurde der Betrieb der Fundgrube von einer neuen Gewerkschaft wieder aufgenommen. Es gab eine Vereinbarung mit der Stadt, das zum Stolln ein Sicherheitsabstand von 10 m eingehalten wird. Zur Sicherung der Wasserversorgung mutete die Stadt ein 12,5 Hektar großes Grubenfeld zwischen Adolphus, Treue Freundschaft und Vereinigt Feld. Am 27. Juli 1899 wurde die Verleihurkunde unter dem Namen Johanngeorgenstädter Ratsstolln ausgestellt. Da kein Erzabbau beabsichtigt war, musste das Bergamt das Fristen des Grubenfeldes aller 2 Jahre verlängern. Nach der im Jahr 1888 erfolgten Aufwältigung eines Bruches, begann man nach 1900 mit der Aufwältigung weiterer Teile des Stollns um weitere Wassermengen nutzbar zu machen. Am 17. Dezember 1910 wurde der Erzengler Tagschacht erreicht. Der westlichste Punkt des Stollnfeldes war das Grubenfeld von Erzvater Jacob im Bereich des späteren Wismutschachtes 121. Die Gesamtlänge des Stollns betrug ca. 4,5 km. Um sich das Grubenfeld der Adolphus Fundgrube dauerhaft zu sichern, kaufte die Stadt am 30. Januar 1922 85,5 von 106 Kuxen der Fundgrube. Im Jahr 1929 bekam die Stadt weiter sechs Kuxe geschenkt. Der Grubenbetrieb ruhte seit 1921 und die Grube lag im Fristen. Da die Bergarbeiten nicht wieder aufgenommen wurden, musste das Bergamt auch hier aller zwei Jahre das Fristen verlängern. Durch einen Bruch des Gotthelf Schaller Tagschachtes verstürzte ein Teil des Grubenwassers im Brüder Lorenz Schacht auf den Gnade Gottes Stolln. 1934 wurde deshalb der Stollnflügel zum Gotthelf Schaller Schacht aufgewältigt. 1935 wältigte man auch den Flügel zum Heilige Drei Könige Tagschacht auf. Im Rahmen der Autarkiebestrebung des Deutschen Reiches wurde 1936 das Gesetz zur Erschließung von Bodenschätzen erlassen. Daraufhin verlängerte das Bergamt ab dem 31. Dezember 1936 nicht mehr und setzte die Stadtverwaltung unter Druck, entweder den Bergbau aufzunehmen, oder die Abbaurechte aufzugeben. Damit wollte man ermöglichen, dass die Adolphus Fundgrube durch den Fall ins Bergfreie von der Konsolidierten Gewerkschaft Vereinigt Feld im Fastenberge übernommen werden konnte. Die daraufhin einsetzende Auseinandersetzung zwischen der Johanngeorgenstädter Verwaltung und dem Oberbergamt wurde bis Kriegsende nicht beendet. Da die Unterlagen im Krieg vernichtet wurden, forderte das Oberbergamt am 23. November 1946 von der Stadtverwaltung erneut Unterlagen zur Klärung des Problems an. Zu einer Entscheidung kam es nicht mehr, da von der Übernahme der Grubenfelder durch das Objekt 01 der Wismut AG im Jahr 1946 auch die Grubenfelder des Stollns betroffen waren. Ihrer Grundlage beraubt ging die Gesellschaft der Adolphus Fundgrube am 4. November 1947 in Liquidation, die aber erst 1951 abgeschlossen wurde. Die Wismut nutzte alte Schächte im Gebiet, Brüder Lorenz (Schacht 60), Adolphus Tagschacht (Schacht 119) und Erzengel und teufte neue Schächte (Schacht 32 und 39). Diese Schächte hatten Anschluss an den Stolln. Trotzdem diente der Stolln noch bis 1949 der Trinkwasserversorgung der Stadt. Nach der Einstellung des Bergbaues im Jahr 1951 verlor der Stolln seine Bedeutung. Das Mundloch ist heute eingeebnet.
Das ehemalige Zechenhaus trug bis 1935 die Ortslisten-Nummer B 30.